# André Lesueur
Pour les articles homonymes, voir Lesueur.
André Lesueur, né le 26 octobre 1947 à Rivière-Salée (Martinique), est un homme politique français.
Il est depuis 1989 maire de Rivière-Salée et président de la communauté d'agglomération de l'espace sud de la Martinique (CAESM) depuis 2020.

## Biographie
Ancien député, il est depuis 1989 maire de Rivière-Salée. André Lesueur est l'un des leaders de la droite assimilationniste en Martinique. Il est depuis 2008 le président des Forces martiniquaises de progrès.
André Lesueur est président de la communauté d'agglomération de l'espace sud de la Martinique (CAESM) depuis le 17/07/2020.

## Détail des fonctions et des mandats
Mandat parlementaire
- 28 mars 1993 - 21 avril 1997 : Député de la 4e circonscription de la Martinique

Mandats locaux
- 1989 - 1995 : Maire de Rivière-Salée
- 1995 - 2001 : Maire de Rivière-Salée
- 2001 - 2008 : Maire de Rivière-Salée
- 2008 - 2014 : Maire de Rivière-Salée
- 2014 - 2020 : Maire de Rivière-Salée
- 2020 - en cours : Maire de Rivière-Salée
- 1992 - 1998 : Conseiller général du canton de Rivière-Salée
- 1998 - 2004 : Conseiller général du canton de Rivière-Salée
- 2004 - 2010 : Conseiller général du canton de Rivière-Salée
- 2010 - 2015 : Conseiller régional de la Martinique
- 2020 - : Président de la communauté d'agglomération de l'espace sud de la Martinique (CAESM).